# Leucothyreus cribratipennis
Leucothyreus cribratipennis är en skalbaggsart som beskrevs av Blanchard 1851. Leucothyreus cribratipennis ingår i släktet Leucothyreus och familjen Rutelidae. Inga underarter finns listade i Catalogue of Life.